# Bracon xyletini
Bracon xyletini är en stekelart som beskrevs av Karl-Johan Hedqvist 1973. Bracon xyletini ingår i släktet Bracon och familjen bracksteklar. Arten är reproducerande i Sverige. Inga underarter finns listade.